# نووی سویوش
نووی سویوش (به لاتین: Novy Suyush) یک منطقهٔ مسکونی در روسیه است که در باشقیرستان واقع شده‌است.